# Arlett Tovar
Arlett Tovar Gómez (Guadalajara, 9 de mayo de 1997) es una futbolista mexicana que se desempeña en la posición de defensa central. Juega con el  Atlas FC Femenil. 

## Selección nacional
Participó en el Campeonato Femenino Sub-17 de la Concacaf de 2013 realizado en Jamaica, torneo ganado por la Selección femenina de fútbol sub-17 de México. al vencer en penaltis 4-2 al representativo de Canadá, siendo esta la primera vez que una selección femenil obtiene un título de la Confederación.

## Logros
- Primera División Femenil de México Apertura 2017.